# Флоріїле
Флоріїле (рум. Floriile) — село у повіті Констанца в Румунії. Входить до складу комуни Аліман.
Село розташоване на відстані 141 км на схід від Бухареста, 64 км на захід від Констанци, 143 км на південь від Галаца.

## Населення
За даними перепису населення 2002 року у селі проживали 153 особи, усі — румуни. Усі жителі села рідною мовою назвали румунську.